# Paradoks zbioru wszystkich zbiorów
Paradoks zbioru wszystkich zbiorów – paradoks tzw. „naiwnej” teorii mnogości odkryty w 1899 przez Cantora. Przykład antynomii logicznej (syntaktycznej), tzn. antynomii wynikającej z nie dość precyzyjnego używania pojęć teorii.
Paradoks jest efektem następującego rozumowania:
Przypuśćmy, że {\displaystyle \mathbf {Z} } jest zbiorem wszystkich zbiorów i niech {\displaystyle \mathrm {P} (\mathbf {Z} )} oznacza zbiór potęgowy zbioru {\displaystyle \mathbf {Z} .}
- Z jednej strony, zbiór {\displaystyle \mathbf {Z} } jako zbiór wszystkich zbiorów zawiera w sobie także {\displaystyle \mathrm {P} (\mathbf {Z} ),} tzn. {\displaystyle \mathrm {P} (\mathbf {Z} )\subset \mathbf {Z} .}
Stąd moc zbioru {\displaystyle \mathrm {P} (\mathbf {Z} )} jest nie większa od mocy zbioru {\displaystyle \mathbf {Z} :|\mathrm {P} (\mathbf {Z} )|\leqslant |\mathbf {Z} |.}
- Z drugiej strony, na mocy twierdzenia Cantora zbiór {\displaystyle \mathrm {P} (\mathbf {Z} )} ma moc istotnie większą od mocy zbioru {\displaystyle \mathbf {Z} :|\mathrm {P} (\mathbf {Z} )|>|\mathbf {Z} |.}

Źródłem tego paradoksu była praktyka naiwnej teorii mnogości polegająca na definiowaniu zbiorów z użyciem formuł logicznych bez zatroszczenia się o istnienie „dziedziny” tej formuły, czyli zbioru, z którego wybieramy elementy spełniające tę formułę.
Np. definicja Z={X:1=1} pozornie określa zbiór wszystkiego, w rzeczywistości określa ona klasę właściwą, a nie zbiór.
Podobnie intuicyjna i prawdziwa dla wszystkich zbiorów formuła {\displaystyle x\notin x} (wynikająca zresztą z aksjomatu regularności) pozwala w naiwnej teorii mnogości zdefiniować zbiór {\displaystyle \{x\colon x\notin x\}.} Jednak stwierdzenie, czy jakiś obiekt należy do tego zbioru, prowadzi wprost do paradoksu Russella.
O ile w naiwnej teorii mnogości powyższe rozumowanie prowadzi do niewytłumaczalnej sprzeczności (stąd określenie paradoks), o tyle w aksjomatycznej teorii mnogości jest ścisłym dowodem na nieistnienie zbioru wszystkich zbiorów.